# 王猛 (归仁县公)
王猛（？—约590年），字世雄，本名勇， 南朝陈琅邪郡临沂县（今山东临沂北）人，王准之玄孙，王清之子。
王猛好学，博涉经史，兼习孙吴兵法。陈宣帝太建初年，起家鄱阳王府中兵参军。上疏陈奏安边拓境之策，受诏随大都督吴明彻北伐，略地淮南，升任为晋陵郡太守，有政声，以军功封应阳县子。陈后主时，广州刺史马靖不接受征调命令，至德二年（584年）为都督东衡州刺史，与武州刺史陈方庆一起讨伐马靖，将其擒获。以功进爵为公，授镇南大将军、都督二十四州军事，镇广州。陈后主祯明二年（589年），隋师渡江，总督所部入援建康，王猛沿江拒守。建康陷落，后主归降隋朝，王猛也归隋。授开府仪同三司，封归仁县公。与行军总管韦洸经略岭南，讨平山越。在广州去世后，谥成。